# 鄭仲全
郑仲全（？—），中国人民解放军少将。曾任中央军委国防动员部政治工作局副主任。2018年任山东省军区副政委、纪委书记。2019年，晋升少将军衔。2023年4月，任云南省军区政委；同年8月，出任中共云南省委常委、委员。